# Mgriïta
La mgriïta és un mineral de la classe dels sulfurs. Rep el nom en honor de l'Institut d'Exploració Geològica de Moscou (Moskovskogo Geologro Razvedounogo Instituta o MGRI), l'institut on es va descobrir el mineral.

## Característiques
La mgriïta és una sulfosal de fórmula química Cu₃AsSe₃. La seva duresa a l'escala de Mohs es troba entre 4,5 i 5.
Segons la classificació de Nickel-Strunz, la mgriïta pertany a 02.LA.10, sulfosals sense classificar sense Pb essencial, juntament amb: dervil·lita, daomanita, vaughanita, criddleïta, fettelita, chameanita, arcubisita, benleonardita, tsnigriïta, borovskita i jonassonita.

## Formació i jaciments
Va ser descoberta al districte de Schlema-Hartenstein, dins el districte d'Erzgebirge (Saxònia, Alemanya), tractant-se de l'únic indret de tot el planeta on ha estat descrita aquesta espècie mineral.